# Berlin (Wisconsin)
Berlin és una població dels Estats Units a l'estat de Wisconsin. Segons el cens del 2000 tenia 5.305 habitants.

## Demografia
Segons el cens del 2000, Berlin tenia 5.305 habitants, 2.170 habitatges, i 1.425 famílies. La densitat de població era de 342,5 habitants per km².
Dels 2.170 habitatges en un 31,5% hi vivien nens de menys de 18 anys, en un 51,8% hi vivien parelles casades, en un 9,4% dones solteres, i en un 34,3% no eren unitats familiars. En el 30,3% dels habitatges hi vivien persones soles el 15,3% de les quals corresponia a persones de 65 anys o més que vivien soles. El nombre mitjà de persones vivint en cada habitatge era de 2,39 i el nombre mitjà de persones que vivien en cada família era de 2,96.
Per edats la població es repartia de la següent manera: un 25,1% tenia menys de 18 anys, un 7,4% entre 18 i 24, un 28,1% entre 25 i 44, un 21,4% de 45 a 60 i un 18% 65 anys o més.
L'edat mediana era de 38 anys. Per cada 100 dones de 18 o més anys hi havia 88,4 homes.
La renda mediana per habitatge era de 36.896 $ i la renda mediana per família de 44.922 $. Els homes tenien una renda mediana de 31.512 $ mentre que les dones 21.658 $. La renda per capita de la població era de 17.667 $. Aproximadament el 3,6% de les famílies i el 7% de la població estaven per davall del llindar de pobresa.

## Poblacions properes
El següent diagrama mostra les poblacions més properes.